# Néa Filadélfeia (ort)
Néa Filadélfeia är en ort i Grekland.   Den ligger i prefekturen Nomós Thessaloníkis och regionen Mellersta Makedonien, i den norra delen av landet, 300 km norr om huvudstaden Aten. Néa Filadélfeia ligger 78 meter över havet och antalet invånare är 716.
Terrängen runt Néa Filadélfeia är platt åt nordväst, men åt sydost är den kuperad. Runt Néa Filadélfeia är det ganska tätbefolkat, med 58 invånare per kvadratkilometer. Närmaste större samhälle är Thessaloníki, 18,7 km söder om Néa Filadélfeia. Trakten runt Néa Filadélfeia består till största delen av jordbruksmark.